# エングフィールドの戦い

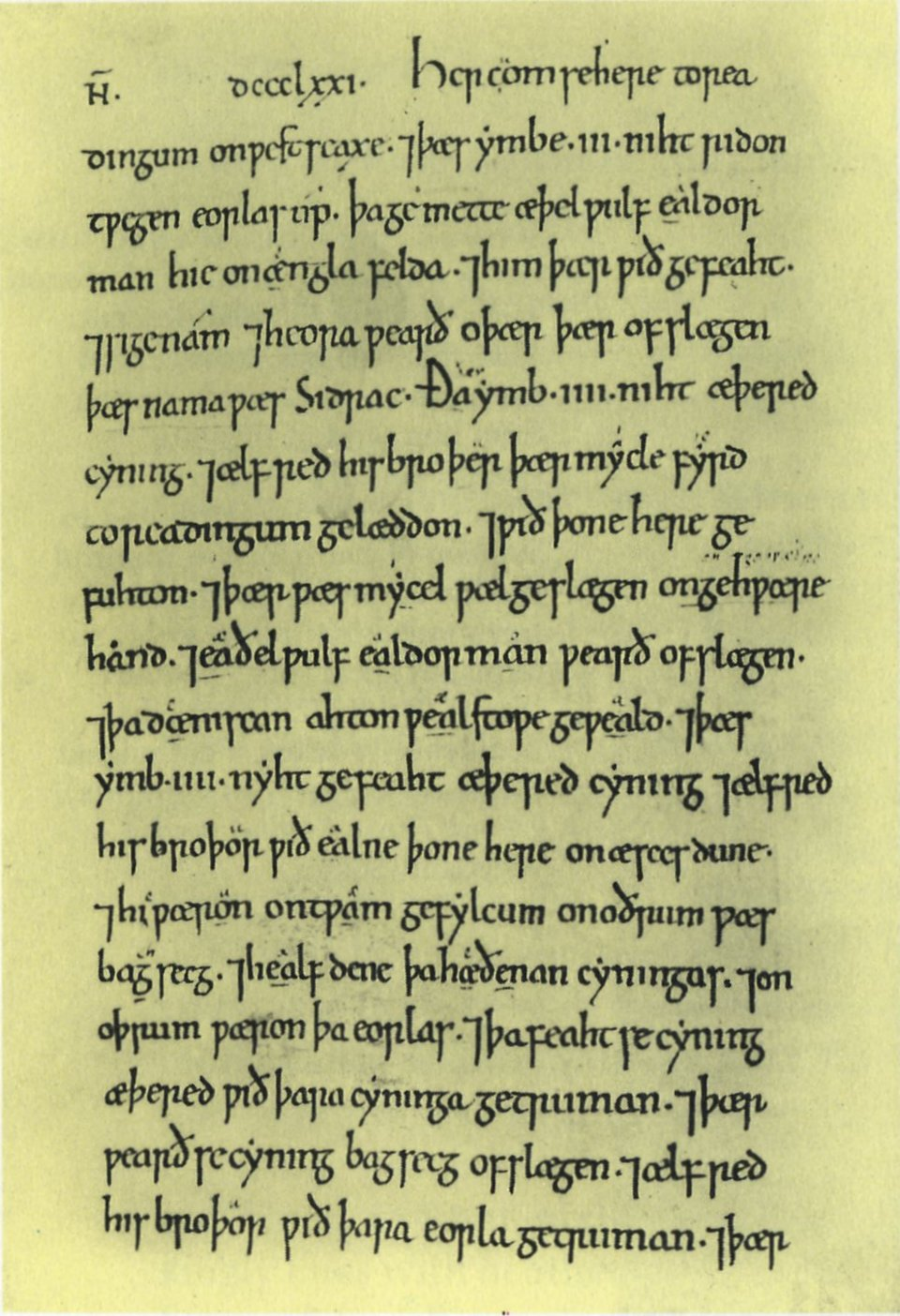
アングロサクソン年代記中の、エングフィールドの戦いの記述があるページ

エングフィールドの戦い (英語: Battle of Englefield)は、870年12月31日にイングランド・バークシャーのレディングに近いエングフィールドで、ウェセックス王国軍とヴァイキングが衝突した戦い。戦闘と経緯はアングロサクソン年代記に記されている。
レディングに到達したデーン人の軍勢は、3日の後に2人のヤールに率いられてエングフィールドに向かった。これに対しバークシャーのエアルドルマンのエゼルウルフは、軍勢を召集して敵を待ち構えた。戦闘の末に、ヤールのシドラクをはじめ多くのデーン人が殺され、生き残った者はレディングに追い返された。
一旦は勝利したウェセックス軍だったが、エゼルレッド王と王弟アルフレッドが出てきてデーン人の本軍を叩こうと試みたレディングの戦いでは敗北を喫した。アッシュダウンの戦いではウェセックスが、ベイズの戦いではヴァイキングが勝利するといった一進一退の攻防のうちに、871年4月にエゼルレッドが死去した。跡を継いだアルフレッドとデーン人は、以後長きにわたり抗争を続けることになる。